# قلعة فرود
قلعة فرود (بالفارسية: قلعه فرود) هي قلعة تاريخية تعود إلى عصر الدولة الأفشارية، وتقع في كلات.